# Rhionaeschna pauloi
Rhionaeschna pauloi är en trollsländeart som först beskrevs av Machado 1994.  Rhionaeschna pauloi ingår i släktet Rhionaeschna och familjen mosaiktrollsländor. Inga underarter finns listade i Catalogue of Life.